# گورنگی دوباتس
گورنگی دوباتس (به صربی: Gornji Dubac) یک منطقهٔ مسکونی در صربستان است که در لوچانی واقع شده‌است. گورنگی دوباتس ۲۳٫۳۹ کیلومتر مربع مساحت و ۲۰۶ نفر جمعیت دارد و ۷۸۷ متر بالاتر از سطح دریا واقع شده‌است.